# Symphodus doderleini
Symphodus doderleini — прибережна риба родини Губаневих, що мешкає у Середземному та в Мармуровому; відсутня в Ліонській затоці. Морська субтропічна демерсальна риба, що сягає 10 см довжиною. Живе на глибинах 2-40 м.